# Сошиці (Поморське воєводство)
Сошиці (пол. Soszyce, нім. Augustfelde) — село в Польщі, у гміні Чарна Домбрувка Битівського повіту Поморського воєводства.
У 1975-1998 роках село належало до Слупського воєводства.